# Grand Urubu
Cathartes melambrotus
Vous lisez un « bon article » labellisé en 2012.  Il fait partie d'un « bon thème ».
Espèce
Statut de conservation UICN

 LC  : Préoccupation mineure
Le Grand Urubu (Cathartes melambrotus) est une espèce de rapaces de la famille des Cathartidae, comprenant les vautours du Nouveau Monde. Il n'était pas distingué de l'Urubu à tête jaune (C. burrovianus) jusqu'en 1964. Il est plus grand que celui-ci, avec une envergure de 166 à 178 cm, une longueur de corps de 64-75 cm et un poids moyen de 1,65 kg. Le plumage est noir, et la tête et le cou, qui sont sans plumes, peuvent aller du jaune foncé à l'orange pâle. Il n'a pas de syrinx, aussi ses vocalisations sont limitées à des grognements ou de faibles sifflements.
Cette espèce se nourrit de charognes, localisant les carcasses par la vue et par l'odorat, une capacité qui est rarement développée chez les oiseaux. Cet urubu est dépendant de grands vautours, comme le Sarcoramphe roi (Sarcoramphus papa), qui peuvent s'attaquer au cuir de grosses carcasses, alors que le bec du Grand Urubu n'est pas assez fort pour lui permettre de le faire. Comme les autres vautours du Nouveau Monde, le Grand Urubu utilise les courants ascendants pour rester en vol avec un minimum d'effort. Il pond ses œufs sur des surfaces planes, telles que le sol de grottes, ou dans le creux d'une souche ; les parents nourrissent leurs petits par régurgitation.
Le Grand Urubu vit en Amérique du Sud dans les forêts tropicales humides des basses terres. Sa population semble en déclin, mais suffisamment nombreuse pour que l'espèce soit considérée comme de « préoccupation mineure » par l'Union internationale pour la conservation de la nature.

## Description

### Plumage et mensurations

Schéma montrant la coloration générale du grand Urubu.

Le Grand Urubu mesure de 64 à 75 cm de long, pour une envergure de 166 à 178 cm et une queue longue de 25 à 29 cm. Son poids moyen est de 1,65 kg. Son plumage est noir avec des reflets verts ou violets. La gorge et les côtés de la tête sont dépourvus de plumes. La peau mise à nu est de couleur jaune à orange pâle, avec la calotte bleue. La nuque et le contour des narines sont rose pâle. Les couvertures sous-alaires sont noires, tandis que les rémiges ont une nuance plus claire. L'axe des onze rémiges primaires semble être de couleur blanche, vu de dessus. La queue est arrondie et longue pour un vautour, s'étendant jusqu'à la pointe de l'aile repliée, ou plus loin encore. Il n'y a pas de dimorphisme sexuel apparent. La tête est gris terne chez les jeunes qui, autrement, ressemblent aux adultes.
L'iris est rouge, les pieds sont noirs et le bec est de couleur chair. L'œil possède un rang simple et incomplet de plumes sétiformes sur la paupière supérieure et deux rangs sur la paupière inférieure. Le bec est épais, arrondi et crochu à son extrémité. L'usage de l'urohydrose confère souvent un aspect strié de blanc (dû à l'acide urique) aux parties écailleuses de ses pattes. Les doigts de devant sont longs avec de petites palmures à leur base, et ne sont pas adaptés à la préhension. L'ouverture de la narine est longitudinale et entourée de cire, et les narines ne sont pas divisées par un septum. Comme tous les vautours du Nouveau Monde, le Grand Urubu n'a pas de syrinx, et il est donc incapable de produire d'autres bruits que des grognements ou de faibles sifflements.

### Espèces similaires

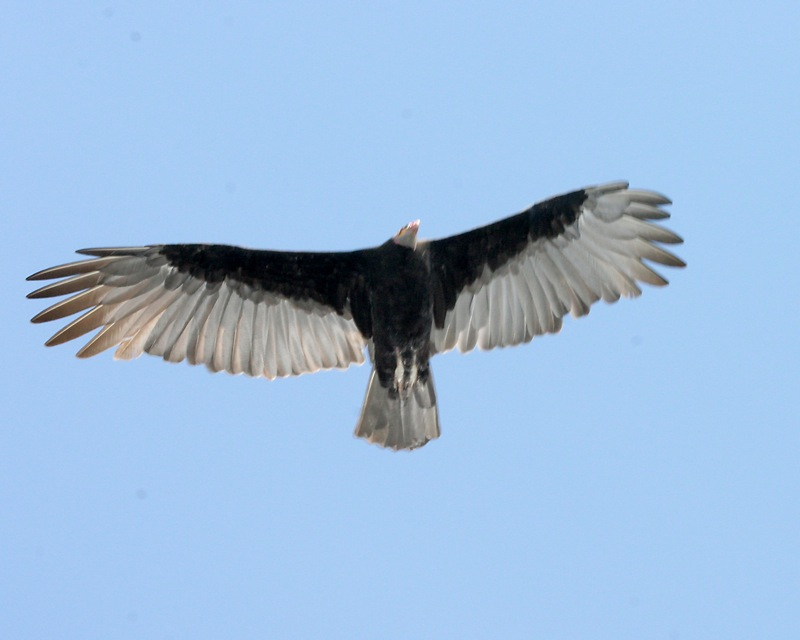
Urubu à tête jaune en vol.

Le Grand Urubu est très semblable à l'Urubu à tête jaune, mais en diffère sur plusieurs points. Il est plus grand que ce dernier, avec une queue plus longue et plus large. Le plumage est sombre, noir brillant, contrairement au plumage plus brun de l'Urubu à tête jaune. Ses pattes sont de couleur plus foncée et sa tête est plus jaune et moins orange-rose ; ses ailes sont plus larges et son vol est également plus stable. Contrairement aux autres membres du genre Cathartes, le Grand Urubu a des primaires internes relativement sombres, qui contrastent un peu avec les secondaires et les primaires externes plus pâles, formant une large bande légèrement plus sombre parcourant verticalement le dessous des ailes ; les pennes blanches de l'Urubu à tête jaune contrastent fortement sur le dessous de l'aile. Le Grand Urubu préfère les forêts alors que l'Urubu à tête jaune préfère les savanes. Il se distingue de cette espèce par la coloration de la tête différente, qui ne peut toutefois se voir qu'à une distance relativement proche. Les couvertures sous-alaires ont une coloration similaire chez l'Urubu à tête rouge, mais n'ont pas la bande sombre formée par les rémiges primaires internes.

## Écologie et comportement
Le Grand Urubu se perche en haut d'arbres morts à découvert pour observer le terrain environnant. Lorsqu'il vole, il se déplace seul ou en couple et se rassemble rarement en groupes. Le vol est lourd et régulier. L'oiseau vole avec ses ailes à plat ou très légèrement au-dessus de l'horizontale, formant ce qu'on appelle un dièdre positif. Le vol du Grand Urubu est un exemple de vol à voile statique, puisque l'oiseau utilise les courants thermiques ascendants pour maintenir son altitude sans avoir besoin de battre des ailes. Le Grand Urubu pratique également l'urohydrose : il urine ou défèque sur ses pattes pour les refroidir par évaporation. Ce comportement se retrouve chez les vautours du Nouveau Monde et chez les cigognes.

### Alimentation

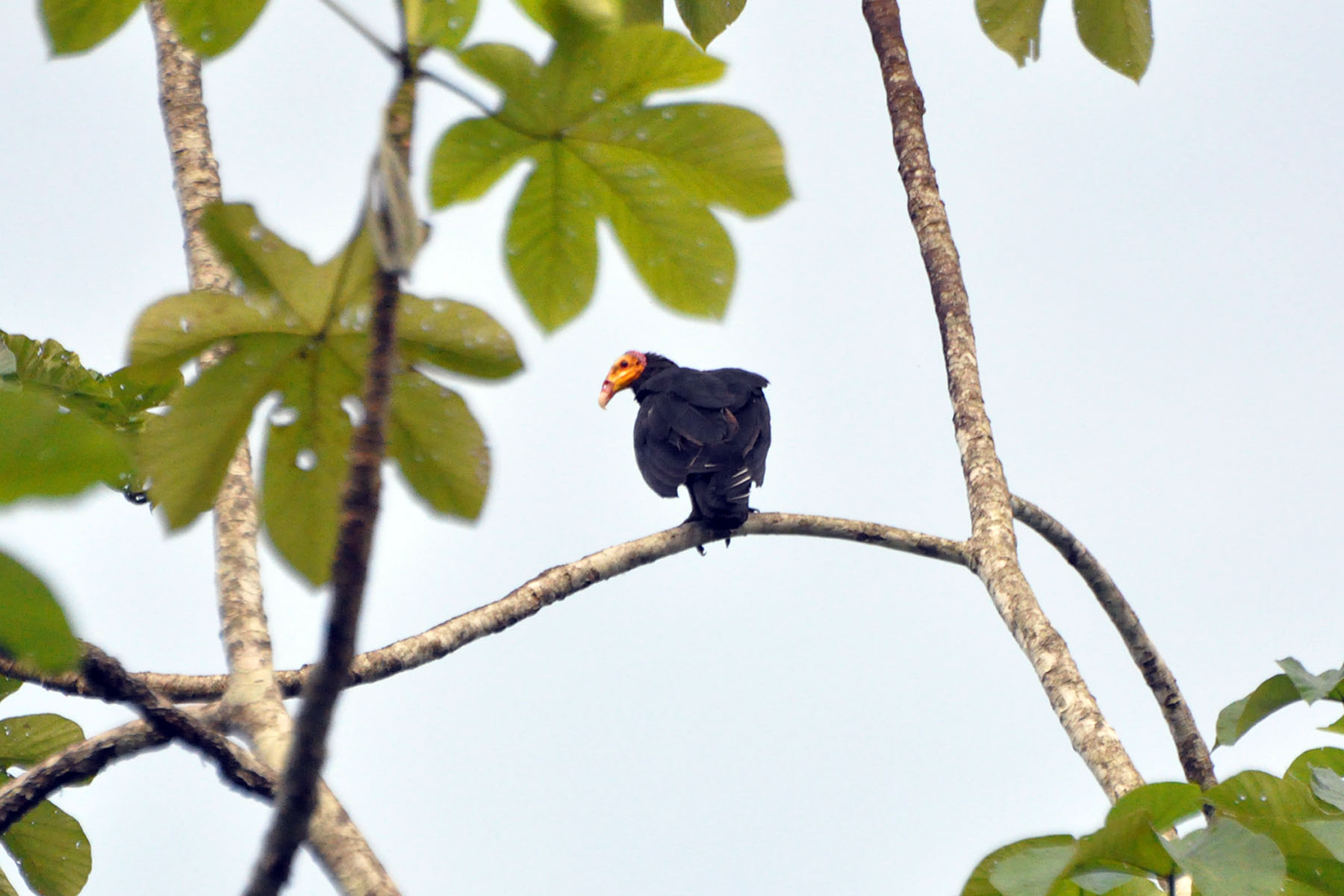
Un Grand Urubu perché au bord du Río Napo en Équateur.

Le Grand Urubu est un charognard exclusif : il se nourrit uniquement de charognes d'animaux, soit victimes de la circulation routière, soit de toute autre cause. Il préfère la viande fraîche, mais ne peut souvent pas s'attaquer le premier à la carcasse d'un grand animal, son bec n'étant pas assez puissant pour déchirer des peaux trop coriaces. Quand la charogne a quelques jours, le Grand Urubu cesse de se nourrir dessus, la viande commençant à se décomposer et devenant contaminée par des toxines microbiennes. Le Grand Urubu boit dans l'eau des étangs, d'une piscine, ou de tout réceptacle qu'il trouve. À l'instar des autres vautours, il joue un rôle important dans l'écosystème en faisant disparaître des charognes qui pourraient autrement devenir des terrains fertiles pour les maladies.
Le Grand Urubu s'aide de sa vue perçante pour repérer les charognes, mais utilise aussi son odorat, une capacité qui est rarement développée chez les espèces aviaires. Il localise les charognes en détectant l'odeur du mercaptan éthylique, un gaz produit par la décomposition des animaux morts. La zone du cerveau associée à l'odorat est particulièrement développée comparativement aux autres espèces. Cette caractéristique des vautours du Nouveau Monde a même été utilisée par l'Homme : les ingénieurs à la recherche de fuites injectent du mercaptan éthylique dans les pipelines, puis suivent les vautours.
Le Sarcoramphe roi (Sarcoramphus papa) ne possède pas les habiletés olfactives du Grand Urubu et suit ce dernier jusqu'aux charognes. Le gros rapace déchiquette la peau que le petit n'aurait pu déchirer, et ce dernier peut alors se nourrir. Il s'agit d'un exemple de symbiose entre espèces. Le Grand Urubu est généralement chassé des carcasses par l'Urubu à tête rouge (C. aura) et le Sarcoramphe roi, tous deux plus gros que lui.

### Reproduction
Le Grand Urubu ne construit pas de nids, mais pond de préférence ses œufs directement sur les falaises, sur le sol des grottes, dans le sol ou dans le creux d'une souche. Les œufs sont de couleur crème avec des taches brunes, en particulier autour de la plus grande extrémité. La ponte compte de un à trois œufs, en général deux. Les poussins sont nidicoles, aveugles, nus et relativement immobiles après l'éclosion, et leurs plumes poussent plus tard. Les parents nourrissent leurs petits en régurgitant de la nourriture prédigérée dans leur bec, où les poussins viennent puiser. Les jeunes quittent le nid au bout de deux à trois mois.

## Répartition et habitat

Répartition de l'espèce sur le continent américain.

Le Grand Urubu vit dans le bassin de l'Amazone en Amérique du Sud tropicale, et plus précisément dans le Sud-Est de la Colombie, dans le Sud et l'Est du Venezuela, au Guyana, en Guyane, au Suriname, dans le Nord et l'Ouest du Brésil, le Nord de la Bolivie, dans l'Est du Pérou et de l'Équateur. Il ne vit pas dans les Andes, ni dans les plaines à l'ouest ou au nord de la cordillère ou dans les régions relativement ouvertes du Nord et de l’Est de l'Amérique du Sud, ou dans les régions subtropicales plus au sud. Il dispose d'une grande aire de répartition, estimée à 6 650 000 km2. Son habitat naturel est la forêt tropicale humide des plaines, et l'oiseau ne va généralement pas dans les régions de haute altitude. Le Grand Urubu est courant dans les régions fortement boisées ; il peut errer dans les prairies, mais s'aventure rarement loin des zones boisées, qui fournissent des zones d'abri et de nidification.

## Taxinomie et systématique
Le Grand Urubu et l'Urubu à tête jaune (C. burrovianus) ont été décrits comme espèces distinctes en 1964, lorsque Alexander Wetmore regarde avec précision leurs tailles et colorations respectives. Le nom générique Cathartes est la forme latine du grec καθαρτης (kathartēs), signifiant « purificateur » et rappelle le rôle écologique de ces oiseaux. Le Grand Urubu est une espèce monotypique,.
La position taxinomique exacte du Grand Urubu et des six autres espèces de vautours du Nouveau Monde reste incertaine. Les vautours du Nouveau Monde et de l'Ancien Monde sont physiquement similaires et remplissent les mêmes niches écologiques. Cependant, ils ont évolué à partir de différents ancêtres et en différents endroits du Globe. Charles Gald Sibley et Burt Monroe suggèrent en 1990 que le groupe du Nouveau Monde est proche parent des cigognes. Plus récemment, Sibley et Jon Edward Ahlquist placent les deux groupes de vautours dans l'ordre des Falconiformes tandis que d'autres placent le groupe du Nouveau Monde dans son propre ordre, les Cathartiformes. Le South American Classification Committee a retiré les vautours du Nouveau Monde de l'ordre des Ciconiiformes et les a plutôt catégorisés comme Incertae sedis. Ce comité note cependant que le groupe pourrait retourner parmi les Falconiformes ou les Cathartiformes. En 2008, Hackett et al. résolvent la position des Cathartidae et les placent au sein des Accipitriformes.

## Menaces et conservation
Le Grand Urubu est considéré comme espèce de « préoccupation mineure » par l'Union internationale pour la conservation de la nature (UICN). Il dispose d'une aire de répartition estimée à 6 650 000 km2 et d'une population de 100 000 à 1 000 000 d'individus. Les effectifs semblent en déclin, mais celui-ci n'est pas suffisamment important pour justifier une réévaluation du statut de conservation de l'espèce.